# 日産・SR20DET
SR20DETは、日産自動車が開発・製造していた直列4気筒ガソリンエンジンである。

## 概要

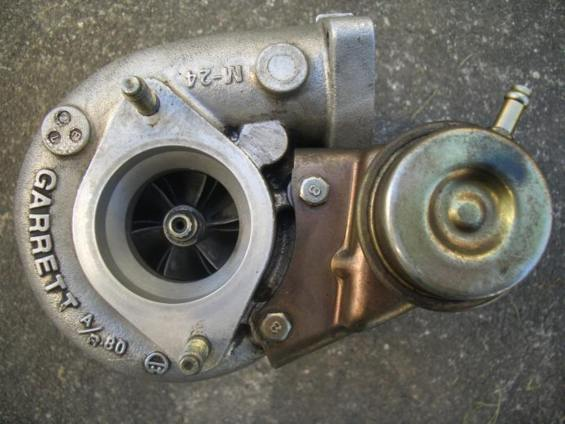
SR20DETエンジンに使用されるギャレットT25Gターボ

SR20DETは、従来のCA18DETに代わるターボエンジンとして開発された。総排気量は1,988立方センチメートル (cc)、バルブ数は16バルブで、1基のターボチャージャーで過給される。
1989年10月にU12型ブルーバードで初めて導入され、1991年にはS13型シルビア/180SXに搭載された。その後もアベニール、ルネッサ、リバティなど、多くの日産車に搭載された。2002年8月のアベニールGT4およびS15型シルビアの生産終了をもって、SR20DETを搭載した車種は消滅した。
エンジン型式の内訳は以下の通り（詳細は日産自動車#エンジン型式を参照）。
- SR - エンジン系列名
- 20 - 排気量（2.0 リットル）
- D  - DOHC
- E  - 燃料噴射装置
- T  - ターボチャージャー

## エンジンカバーの色
エンジンカバーの色はエンジンの製造年に関係している。
| 色       | モデル                               | 製造期間            |
| -------- | ------------------------------------ | ------------------- |
| レッド   | シルビア/180SX/ブルーバード/パルサー | 1989–1994           |
| ブラック | シルビア/180SX                       | 1994–1998           |
| ブラック | シルビア                             | 1994–2002           |
| シルバー | アベニール/ルネッサ                  | 1995–2002/1997-2001 |

- 1989 – 1994年 "赤ヘッド" - U12/13ブルーバード、PS13シルビア、1994年以前の180SX：（ギャレットT25Gターボ）の370ccインジェクターを使用した。RNN14パルサーGTi-Rの文字無し赤ヘッドはラッシュアジャスターがない、ロッカーアームにストッパーの採用、大容量オイルポンプ、4連スロットルの採用を筆頭に専用にチューニングされたものであり、レースエンジンといえるほど別物に改良された[1][2]。
- 1994 – 1998年 "黒ヘッド" - 1994年以降に生産された180SXに搭載。ギャレットT25Gターボを採用した。
- 1994 – 1998年 "黒ヘッドVCT" - S14型シルビアに搭載。インテークカムに可変カムタイミング（VCT）が導入された（オーストラリアおよびヨーロッパ市場向けにはギャレットT28ジャーナルベアリングターボ、日本市場向けにはギャレットT28ボールベアリングターボ）[3]。370ccインジェクターが使用された。
- 1995 – 2002年 "シルバーヘッド" - アベニールおよびルネッサに搭載。
  - 1999 – 2002年 "黒ヘッド" - S15型シルビアに搭載。上記と同様のVCT（欧州・オーストラリア向けはギャレットジャーナルベアリングT28、日本向けはボールベアリングT28ターボ）、480ccインジェクターを採用し、インテークマニホールドも新設計。2002年製造分からコンロッドがエクストレイルのVET用に変更された事からピストンの設計変更が行われている。[4]

## エンジン諸元
1990 - 1994年 RNN14型パルサーGTI-R
- コンプレッサーフロー： 33 lb/MIN
- スロットルボディ：クワッド
- インジェクターフロー：440cc/分
- 点火時期： 20º BTDC

1991 - 1998年 180SX
- スロットルボディ内径：60 mm
- インジェクターフロー： 370cc/min

1995 - 1999年 S14型シルビア
- スロットルボディ内径：50 mm
- インジェクターフロー：370cc/min

1999 - 2002年 S15型シルビア
- スロットルボディ内径：50 mm
- インジェクターフロー：444cc/min

### 比較表
| 車種                                                                                  | エンジン                 | 圧縮比 | 最高出力                                                              | 最大トルク                      | ターボ | ブースト圧     | タービン | コンプレッサー                          |
| ------------------------------------------------------------------------------------- | ------------------------ | ------ | --------------------------------------------------------------------- | ------------------------------- | ------ | -------------- | --- | --------------------------------------- |
| 1989年 U12型 ブルーバード                                                             | 赤ヘッド                 | 8.5:1  | 151 kW (205 PS) / 6,000 rpm                                           | 275 N⋅m (28.0 kg⋅m) / 4,000 rpm | T-25G  | 14psi          | |                                         |
| 1991 - 1995年 U13型 ブルーバード                                                      | 赤ヘッド                 | 8.5:1  | 154 kW (209 PS) / 6,000 rpm                                           | 275 N⋅m (28.0 kg⋅m) / 4,000 rpm | T-25G  | 7psi           | |                                         |
| 1995 - 1997年 W10型 アベニールサリュー                                                | シルバーヘッド           | 8.5:1  | 154 kW (209 PS) / 6,000 rpm                                           | 275 N⋅m (28.0 kg⋅m) / 4,000 rpm | T-25G  | 7psi           | |                                         |
| 1997 - 2001年 W11型 アベニール                                                        | シルバーヘッド           | 8.5:1  | 169 kW (230 PS) / 6,000 rpm                                           | 275 N⋅m (28.0 kg⋅m) / 3,600 rpm | T-25BB | 9psi           | |                                         |
| 1990 - 1994年 RNN14型 パルサー                                                        | 赤ヘッド                 | 8.3:1  | 169 kW (230 PS) / 6,000 rpm                                           | 284 N⋅m (29.0 kg⋅m) / 4,800 rpm | T-28   | 10.6psi        | 79 Trim 53 mm (2.1 in) (インコネル), .86 A/R ハウジング                                                                             | 60 trim 60 mm BCI-1 in T-3 housing      |
| 1990 - 1995年 EGNN14型 サニー                                                         | 赤ヘッド                 | 8.3:1  | 164 kW (223 PS) / 6,400 rpm                                           | 266 N⋅m (27.1 kg⋅m) / 4,800 rpm | T-28   | 10.6psi        | 79 Trim 53 mm (2.1 in) (インコネル), .86 A/R ハウジング                                                                             | 60 trim 60 mm BCI-1 in T-3 housing      |
| 1991 - 1993年 PS13/RPS13型 シルビア/180SX                                             | 赤ヘッド                 | 8.5:1  | 151 kW (205 PS) / 6,000 rpm                                           | 275 N⋅m (28.0 kg⋅m) / 4,000 rpm | T-25G  | 7psi           | 62 trim 53.8 mm (2.1 in), .80 A/R ハウジング                                                                                        | 60 trim 56mm BCI-1                      |
| 1994 - 1998年 RPS13型 180SX                                                           | 黒ヘッド                 | 8.5:1  | 151 kW (205 PS) / 6,000 rpm                                           | 275 N⋅m (28.0 kg⋅m) / 4,000 rpm | T-25G  | 7psi           | 62 trim 53.8 mm (2.1 in), .80 A/R ハウジング                                                                                        | 60 trim 56mm BCI-1                      |
| 1995 - 1999年 S14型 シルビア 1995 - 1999 200SX （オーストラリア、ニュージーランド）   | 黒ヘッド（ノッチトップ） | 8.5:1  | 162 kW (220 PS) / 6,000 rpm                                           | 275 N⋅m (28.0 kg⋅m) / 4,800 rpm | T-28   | 7psi, 14psi BB | 62 trim 53.8 mm (2.1 in), .64 A/R ハウジング, 日本仕様はBB                                                                          | 60 trim 60 mm BCI-1 in T-04B ハウジング |
| 1999 - 2002年 S15型 シルビア 2000 - 2002年 200SX （オーストラリア、ニュージーランド） | 黒ヘッド（ノッチトップ） | 8.5:1  | 184 kW (250 PS) / 6,400 rpm (MT車) 165 kW (224 PS) / 6,000 rpm (AT車) | 275 N⋅m (28.0 kg⋅m) / 4,800 rpm | T-28BB | 7psi ストック  | 62 trim 53.8 mm (2.1 in) (インコネル), .64 A/R ハウジング, タービン排出口とウェイストゲート間の鋳造仕切り壁、ボールベアリング中央部 | 60 trim 60 mm BCI-1 in T-04B ハウジング |

## チューニング
SR20DETを搭載したシルビア/180SXはドリ車としての需要が高く、自然吸気（NA）のSR20DEを搭載した車両やRB20DETエンジン搭載車に運動性能向上目的でSR20DETをスワップする事例も多い。エンジン自体も2.1 Lや2.2 Lへの排気量アップや、ロッカーアーム飛びが起きないNEO VVLを備えたSR20VEのヘッド流用など、多様な手段でのチューニングメニューが確立されている。
北米では、KA24E/KA24DEを搭載する240SXのエンジンスワップの選択肢としても人気がある。SR20DETには豊富なアフターマーケットによって多くのチューニングメニューが用意されているため、SR20DETへのスワップはより一般的になってきている。また、SR20DETのスワップだけを専門に扱うショップも存在する。
純正のSR20DETはシングルターボだが、アフターマーケットでツインターボ化するチューナーも存在し、ドラッグレース仕様ではブースト圧2.2 kgf/cm2で800 PS以上を発生した事例もある。

## 搭載車

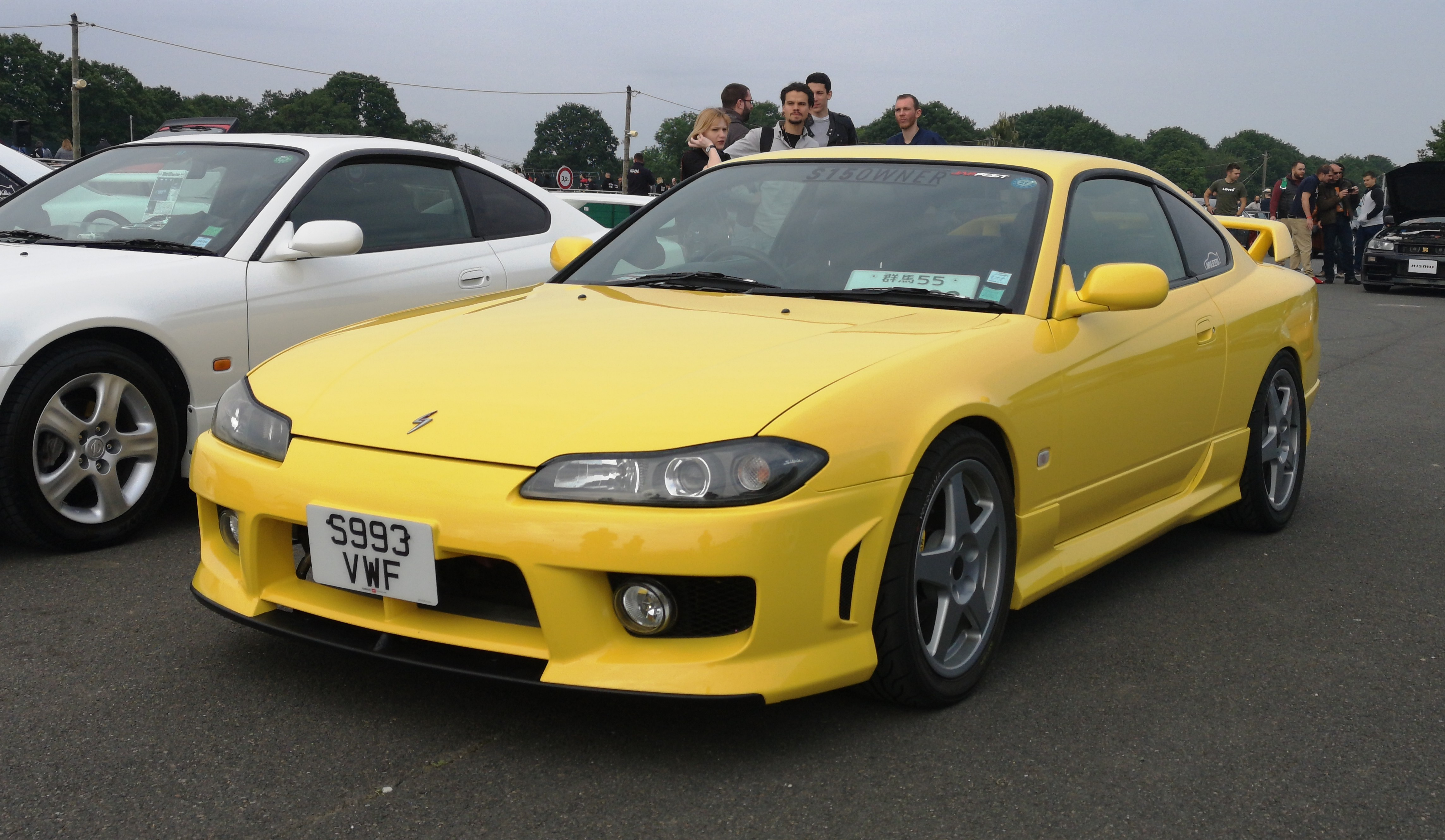
SR20DETを搭載するS15型シルビア スペックR

| 車種               | グレード                      | 型式   | 製造年           | ヘッド色 | ターボ         | 備考           |
| ------------------ | ----------------------------- | ------ | ---------------- | -------- | -------------- | -------------- |
| ブルーバード       | 2000SSS アテーサリミテッド    | HNU12  | 1989             | 赤       | T25G           |                |
|                    | SSS-R                         | HNU12  | 1989             | 赤       | T25G           |                |
|                    | 2000SSS アテーサリミテッド    | HNU13  | 1991 - 1993      | 赤       | T25G           |                |
|                    | 2000SSS アテーサリミテッド    | HNU13  | 1994 - 1995      | 黒       | T25G           |                |
| パルサー           | GTI-R                         | RNN14  | 1990 - 1994      | 赤       | T28            |                |
| サニー             | GTI-R                         | EGNN14 | 1990 - 1995      | 赤       | T28            | 欧州向け       |
| 180SX              | すべて                        | RPS13  | 1991 - 1993      | 赤       | T25G           |                |
|                    | TYPE X/TYPE R                 | RPS13  | 1994 - 1997      | 黒       | T25G           |                |
| シルビア           | K's                           | PS13   | 1991 - 1993      | 赤       | T25G           |                |
|                    | K's                           | S14    | 1994 - 1999      | 黒       | T28BB          |                |
|                    | オーテックバージョン K's MF-T | S14    | 1998 - 1999      | 黒       | IHI VN14 (VTC) |                |
|                    | NISMO 270R                    | S14    | 1994             | 黒       |                |                |
|                    | Spec-R                        | S15    | 1999 – 2002      | 黒       | T28BB (VTC)    |                |
| アベニールサリュー | GTターボ                      | W10    | 1995、1997       | シルバー | T25G           |                |
|                    | GT4                           | W11    | 1998、2000 -2002 | シルバー | T25BB          |                |
| リバティ           | GT4ハイウェイスター           | M12    | 1999 - 2000      |          |                |                |
| ルネッサ           | GTターボ                      | NN30   | 1997 - 2001      | シルバー | T25BB          |                |
| 200SX              |                               | S14    | 1993 - 1999      | 黒       | (VTC)          | 欧州向け       |
|                    | Spec-S & Spec-R               | S15    | 1999 - 2002      | 黒       | T28BB (VTC)    | オセアニア向け |